# Snopes
Snopes, även Urban Legends Reference Pages är en webbplats som enligt dem själva är källa för kunskap om "vandringssägner, folklore, myter, rykten och felaktig information". Sidan drivs sedan 1995 av David och Barbara Mikkelson och är en populär källa för information. År 2010 hade webbplatsen cirka 300 000 besök per dag. Namnet är hämtat från en familj i William Faulkners Snopes-trilogi som med böckerna Staden, Byn och Huset. Till webbplatsen hör ett diskussionsforum.

## Källhänvisningar
1. ↑  Snopes hemsida
2. ↑  New York Times, 2010-07-15:At Snopes.com, Rumors Are Held Up to the Light
3. ↑  Snopes:About Snopes